# Фосфид ванадия
Фосфид ванадия — неорганическое соединение
ванадия и фосфора с формулой VP,
тёмно-серые кристаллы.

## Получение
- Сплавление чистых веществ:

{\displaystyle {\mathsf {V+P\ {\xrightarrow {T}}\ VP}}}
- Нагревание ванадия с фосфидом кальция:

{\displaystyle {\mathsf {2V+Ca_{3}P_{2}\ {\xrightarrow {1200^{o}C}}\ 2VP+3Ca}}}

## Физические свойства
Фосфид ванадия образует тёмно-серые кристаллы
гексагональной сингонии,
пространственная группа P 63/mmc,
параметры ячейки a = 0,3178 нм, c = 0,6222 нм, Z = 2.